# 芦沢誠
芦沢 誠（あしざわ まこと、1962年11月10日 - ）は、朝日放送テレビ（ABCテレビ）のアナウンサー。2023年3月31日付でABCを定年で退職したが、翌4月1日以降も「シニアアナウンサー」（嘱託契約のアナウンサー）として在籍している。
アナウンサーとしての通称は、苗字の芦沢にちなんで「アッシー」。ABCの正社員時代には、2013年11月1日から2018年3月31日までアナウンス職を離れていて、報道局でニュースセンターの記者・デスクやラジオニュースの担当部長を務めていた。その一方で、「シニアアナウンサー」へ移行後の2024年1月1日からは、上方落語の定席の一つである神戸新開地・喜楽館の「アンバサダー」（広報大使）に名を連ねている。

## 来歴・人物
東京都大田区の出身で、東京都立大崎高等学校から日本大学法学部政治経済学科へ進学。大学卒業後の1986年に、アナウンサーとして朝日放送（ABC、旧法人）へ入社した。同期入社の局員に、テレビ制作部チーフプロデューサーの藤田和弥、朝日放送ラジオ（ABCラジオ）初代社長（現ディー・エル・イー社長）の勝山倫也、2代目社長の岩田潤などがいる。
朝日放送へ入社後は、ABCテレビの生放送番組『わいわいサタデー』の司会や、ABCラジオの生ワイド番組のパーソナリティなどで活躍。2010年4月から2012年9月までは、「ニュースデスク」という肩書で、平日の2日間にABCラジオで午前中（6時～11時）に放送される生ワイド番組内で定時ニュース『ABC朝日ニュース』を担当していた。
ラジオパーソナリティとしては、1991年10月に深夜番組『ABCミュージックパラダイス』への出演を始めてから、2012年12月29日に『芦沢誠のGO!GO!サタデー』が終了するまで21年3ヶ月にわたってレギュラーで生ワイド番組を担当。東京都出身でありながら、関西弁を交えたフリートークなどで長らく人気を博してきた。この間には、2001年10月から2010年3月まで、平日夕方の帯番組『元気イチバン!!芦沢誠です』でメインパーソナリティを務めている。また『全力投球!!妹尾和夫です』が放送されていた時期には、同番組のメインパーソナリティ・妹尾和夫、『おはようパーソナリティ道上洋三です』を担当する道上洋三とともに、ABCラジオの番組やイベントで「日大三羽ガラス」と呼ばれていた（3人とも日本大学出身で、道上は朝、妹尾は午前から昼にかけて、芦沢は夕方と、揃って平日帯の生ワイド番組を担当していたことから）。
その一方で、『芦沢誠のGO!GO!サタデー』やABCラジオの「ニュースデスク」に転じてからは、当時所属していたABCのアナウンスセンターでデスク（勤務管理）業務も担当。『芦沢誠のGO!GO!サタデー』終了後の2013年も、デスク業務のかたわら、アナウンサーとしてテレビ・ラジオの『ABCニュース』や『THAT'S ENKA TAINMENT〜ちょっと唄っていいかしら?〜 』（ABCテレビ）のナレーターなどを担当していた。しかし、同年10月の人事異動を機に、アナウンスセンターから11月1日付で報道局ニュースセンターに配属。配属後は、ラジオ版『ABCニュース』の内勤デスクや、記者として活動した。
朝日放送がテレビ・ラジオ事業の分社体制へ移行した2018年4月1日からは、ABCテレビ所属のアナウンサーとして、テレビ・ラジオの定時ニュースを主に担当。同年9月17日から9月19日までは、『朝も早よから 中原秀一郎です』（ABCラジオが制作する平日早朝の生ワイド番組）で、かつての先輩アナウンサー・中原秀一郎の夏季休暇に伴う代演扱いながら、ラジオ番組のパーソナリティを5年9ヶ月振りに務めている。なお、中原は同年の最終放送（12月31日）で同番組のパーソナリティを退いたため、2019年1月の第1週からは月 - 木曜放送分（『朝も早よから 芦沢誠です』）のパーソナリティをレギュラーで担当している。
2022年の誕生日で朝日放送グループの定年（60歳）へ到達したことから、グループの内規に沿って、2023年3月31日付で朝日放送テレビを定年退職。ただし、実際には翌4月1日以降も、嘱託扱いの「シニアアナウンサー」として同局に勤務している。朝日放送テレビの正社員として定年を迎えたアナウンサーが、定年後も「シニアアナウンサー」として勤務する事例は、1歳年上の中邨雄二（2022年3月31日定年→翌4月1日から「シニアアナウンサー」へ移行）に続くもので、実際には中邨と同期（1985年）入社の伊藤史隆（1962年10月25日出生のアナウンサー）と同時に移行。『朝も早よから　芦沢誠です』のパーソナリティや、同番組の本番後に出演している『おはようパーソナリティ小縣裕介です』7・8時台の『ABCニュース』については、「シニアアナウンサー」への移行後も担当を続けている。
学生時代からの岩崎宏美ファンで、朝日放送へ入社してからは、アナウンサーとして出演する番組で岩崎とたびたび共演。ラジオでは、自身がパーソナリティを務める番組に岩崎を招いたり、岩崎を特集する特別番組でインタビュアーを務めたりする機会も多い。落語への造詣も深く、神戸新開地・喜楽館では、伊藤のプロデュースによる落語家とのトークイベント（「プロ野球交流戦ウイーク」など）へ随時出演。2024年には、「シニアアナウンサー」への移行と同時に喜楽館の支配人へ就任していた伊藤から、「神戸新開地・喜楽館アンバサダー」（広報大使）を1月1日付で桂紗綾（後輩アナウンサーでアマチュアの落語家としても活動）と共に委嘱されている。

## 担当番組

### 現在

#### テレビ
- ABC NEWS（異動前から不定期で担当）
- Newsおかえり（後輩の元アナウンサーで現在は報道記者の島田大が取材・リポートを担当する特集企画のうち「珍自販機」のナレーションを担当）

#### ラジオ
- 朝も早よから 芦沢誠です - パーソナリティ（2019年1月2日 - ）
  - 担当開始の前日（2019年1月1日）にも、序盤（1時間半分）の放送時間が重なる「2019年新春スーパーワイド第1部『新年早よから 芦沢誠です』」（5:00 - 10:00）のパーソナリティを担当。
  - 前身番組の『朝も早よから 中原秀一郎です』（2018年12月31日終了）でも、同年9月17日 - 19日放送分でパーソナリティ代理を務めていた。
- ABCニュース（異動前から不定期で担当）
  - 異動前の2012年3月までは木・金曜日、同年4月から9月までは月・火曜日の「ニュースデスク」を務めていた。2019年1月以降の月 - 木曜日には、『朝も早よから 芦沢誠です』内（6時台）と、後枠番組の『おはようパーソナリティ道上洋三です』（2022年3月28日以降は『おはようパーソナリティ小縣裕介です』）内（7・8時台）のニュースにレギュラーで出演。上記の番組へ出演しない金曜日にも、別の時間帯で担当することがある。
  - 『朝も早よから 芦沢誠です』の放送開始後は、パーソナリティ担当日の未明に出勤しているため、同番組の打ち合わせ・本番が始まるまでは宿直勤務に準ずる扱いでニュース速報要員として待機している。

### 過去

#### 朝日放送アナウンサー時代

##### ラジオ
- ベストヒットABC
- ABCラジオファンキーズ
- ABCラジオシティ
- ABCミュージックパラダイス（1991年10月 - 2001年9月）
- 芦沢誠のDo Youサタデイ（1998年10月 - 1999年3月）
- 芦沢誠のなっとく!ウイークエンド（1999年10月 - 2000年3月）
- 元気イチバン!!芦沢誠です（2001年10月 - 2010年3月）
  - 元気イチバン!!ぶっちぎりプレイボール（2003年10月 - 2010年3月）
- 芦沢誠のGO!GO!サタデー（2010年4月 - 2012年12月29日）
- 兵動大樹のほわ〜っとエエ感じ。
  - アナウンサーとしての活動を再開したことを機に、2018年6月から、「賢くなってエエ感じ。」（政治・経済解説コーナー）の「講師」として出演。
- サントリーウエルネスPresents くにまる健康相談室（文化放送制作）
  - 朝日放送ラジオとの間で相互時差ネットを実施していた縁で、同局スタジオからの中継を通じて、2019年7月放送分にマンスリーゲストとして出演した。文化放送では『 くにまるジャパン 極』内の1コーナー（「浜松町セレクション」木曜枠）、朝日放送ラジオでは単独番組として日曜日の7:30 - 7:45に放送。ちなみに、パーソナリティの野村邦丸（文化放送を定年退職したフリーアナウンサー）は日本大学の先輩で、朝日放送グループの東京支社は2018年10月から文化放送本社近くの日本生命浜松町クレアタワーに移転している。
- ドッキリ!ハッキリ!三代澤康司です（2023年8月23日）
  - 第105回全国高等学校野球選手権記念大会決勝の前（午前中）に生放送。メインパーソナリティでフリーアナウンサーの三代澤康司（朝日放送における芦沢の2年先輩）がインフルエンザへの感染によって出演を急遽見合わせたことを受けて、番組のタイトルを変えないまま、『朝も早よから - 』に続いてパーソナリティを務めた（『おはようパーソナリティ』内の定時ニュースも通常どおり担当）。
- 俺たち!定年三銃士!（「2024新春スーパーワイド」の第2部として2024年1月1日の9:00 - 12:00に生放送）
  - 朝日放送テレビで正社員定年を経て「シニアアナウンサー」へ移行していた中邨・伊藤と共に、「定年三銃士」と銘打ってパーソナリティを担当。伊藤から「神戸新開地・喜楽館アンバサダー」を1月1日付で委嘱されたことが、放送中に初めて公表された[4]。

##### テレビ
報道・情報ワイドショー番組
| 期間       | 期間      | 番組名                        | 役職                                                         |
| ---------- | --------- | ----------------------------- | ------------------------------------------------------------ |
| 1987年10月 | 1989年9月 | ニュースウェーブABC           | 『ニュースウェーブα』進行担当                                |
| 1990年     | 1995年3月 | わいわいサタデー              | メイン司会                                                   |
| 1991年     | 1996年    | ステーションEYE（テレビ朝日） | 夏の全国高校野球期間中のみの出演で甲子園ハイライトの枠で出演 |
| 1997年4月  | 1998年3月 | おはよう朝日土曜日です        | 司会                                                         |

その他
- THAT'S ENKA TAINMENT〜ちょっと唄っていいかしら?〜 - ナレーター（異動の直前まで担当）
- 速報!甲子園への道
- 熱闘甲子園
- 逆転報道の女（2012年・2013年）
- らくごくら（スカイ・A sports+）

#### 朝日放送報道局員時代

##### ラジオ
- ドッキリ!ハッキリ!三代澤康司です
  - アナウンサーやラジオパーソナリティの経験を踏まえて、2015年3月30日開催の公開生放送や、2016年6月の「ABCラジオ スペシャルウィーク」で告知のナレーションを担当。